# Festival international du film de Transylvanie 2023
Le festival international du film de Transylvanie 2023, 22e édition du festival, se déroule du 9 au 18 juin 2023.

## Déroulement et faits marquants
Le 18 juin 2023, le palmarès est dévoilé : le film iranien Like a Fish on the Moon (Balaye aseman zire ab) de Dornaz Hajiha remporte le Trophée Transilvania. Le Prix du meilleur réalisateur est remis à Carolina Markowicz pour Charcoal (Carvão),.

## Jury
- Harry Macqueen, réalisateur
- Judith State, actrice
- Nicoletta Romeo, productrice
- Darko Perić, acteur
- Michel Franco, réalisateur

## Sélection

### En compétition officielle
- La Barbarie de Andrew Sala  Argentine
- Carbon de Ion Borş  Moldavie  Roumanie
- Like a Fish on the Moon (Balaye aseman zire ab) de Dornaz Hajiha  Iran
- The Cake Dynasty (Kagefabrikken) de Christian Lollike  Danemark
- La hija de todas las rabias de Laura Baumeister de Montis  Nicaragua  Mexique
- Hit de Adam Sedlák  Tchéquie
- Family Time (Mummola) de Tia Kouvo  Finlande  Suède
- Stillness in the Storm (Gelditasuna ekaitzean) de Alberto Gastesi  Espagne
- Charcoal (Carvão) de Carolina Markowicz  Brésil
- Noémie dit oui de Geneviève Albert  Canada
- The Uncle (Stric) de David Kapac et Andrija Mardesic  Croatie  Serbie
- Upon Entry de Alejandro Rojas et Juan Sebastián Vázquez  Espagne

### Romanian Days
- Another Lottery Ticket (Încă două lozuri) de Paul Negoescu
- Arsenie. An Amazing Afterlife (Arsenie: Viața de apoi) de Alexandru Solomon
- Between Revolutions (Între revoluții) de Vlad Petri
- Blue Planet (Planeta Albastră) de Dani Sărăcuț
- Boss de Bogdan Mirică
- Tigresse (Tigru / Day of the Tiger) de Andrei Tănase
- Eagles from Țaga (Vulturii din Țaga) de Iulian Manuel Ghervas
- Last Transhumance (Ultima transhumanţă) de Dragoș Lumpan
- Men of Deeds (Oameni de treabă) de Paul Negoescu
- My Muslim Husband de Daniel Bărnuți et Alexandra Lizeta Bărnuți
- Refuge (Castelul Crăiței ) de Liviu Mărghidan
- S.B.C.R.D.F. de Iura Luncașu
- The Chalice. Of Sons and Daughters (O tahtai. Savendar tai seiandar) de Cătălina Tesăr et Dana Bunescu
- The Dream (Visul) de Cătălin Saizescu
- The Paradise of the Naives (Paradisul Naivilor) de Copel Moscu
- The Young Dictator (Tinereţea unui dictator) de Andy Lupu
- To The North (Spre Nord) de Mihai Mincan
- U Get What U Kiss 3 (Pup-o, mă! 3: Ouăle, franceza și ardelenii) de Tudor Botezatu

### Film d'ouverture
- Northern Comfort de Hafsteinn Gunnar Sigurðsson

### Film de clôture
- Asteroid City de Wes Anderson

## Palmarès
- Trophée Transilvania : Like a Fish on the Moon (Balaye aseman zire ab) de Dornaz Hajiha
- Meilleure réalisation : Carolina Markowicz pour Charcoal (Carvão)
- Prix spécial du jury : Family Time (Mummola) de Tia Kouvo
- Prix de la meilleure interprétation : Sepidar Tari pour son rôle dans Like a Fish on the Moon (Balaye aseman zire ab), et Nacho Quesada pour son rôle dans La Barbarie
- Mention spéciale : Hit de Adam Sedlák
- Prix du public : Carbon de Ion Borş